# Tioxantenă
Tioxantena este un compus organic, analog de xantenă, în care atomul de oxigen a fost înlocuit cu un atom de sulf. Tioxantenele sunt derivații acestui compus și sunt utilizați ca medicamente în afecțiuni precum schizofrenia (fiind antipsihotice).

## Derivați
Exemple de compuși de uz farmaceutic derivați de tioxantenă sunt:
- Clorprotixen
- Clopentixol
- Flupentixol
- Tiotixen
- Zuclopentixol